# Китидзёдзи (станция)
Станция Китидзёдзи (яп. 吉祥寺駅 китидзёдзи эки) — железнодорожная станция на линиях Тюо-Собу, Тюо и Инокасира, расположенная в городе Мусасино. На станции установлены автоматические платформенные ворота.

## Планировка станции

### JR East
4 пути и 2 платформы островного типа.
| 1 | ■ Линия Тюо-Собу     | Митака                           |
| 2 | ■ Линия Тюо-Собу     | Синдзюку ・ Тиба ・ Линия Тодзай |
| 3 | ■ Линия Тюо (Скорая) | Татикава ・ Хатиодзи ・ Такао    |
| 4 | ■ Линия Тюо (Скорая) | Накано ・ Синдзюку ・ Токио      |

### Кэйо
| 1 | ■ Линия Инокасира | Кугаяма ・ Эйфукутё ・ Мэйдаймаэ ・ Симо-Китадзава ・ Сибуя |
| 2 | ■ Линия Инокасира | Кугаяма ・ Эйфукутё ・ Мэйдаймаэ ・ Симо-Китадзава ・ Сибуя |

## Близлежащие станции
| «                                                                               | «                  | Вид обслуживания                               | »                  | »                  |
| Линия Тюо (Скорая)                                                              | Линия Тюо (Скорая) | Линия Тюо (Скорая)                             | Линия Тюо (Скорая) | Линия Тюо (Скорая) |
| ------------------------------------------------------------------------------- | ------------------ | ---------------------------------------------- | ------------------ | ------------------ |
| Commuter Special Rapid Chūō Special Rapid Ōme Special Rapid: не останавливается |                    |                                                |                    |                    |
| Огикубо                                                                         | Огикубо            | Commuter Rapid Rapid(по выходным и праздникам) | Митака             | Митака             |
| Ниси-Огикубо                                                                    | Ниси-Огикубо       | Rapid(по будням)                               | Митака             | Митака             |
| Линия Тюо-Собу                                                                  |                    |                                                |                    |                    |
| Ниси-Огикубо                                                                    | Ниси-Огикубо       | Local                                          | Митака             | Митака             |
| Линия Инокасира                                                                 |                    |                                                |                    |                    |
| Конечная станция                                                                | Конечная станция   | Rapid                                          | Кугаяма            | Кугаяма            |
| Конечная станция                                                                | Конечная станция   | Local                                          | Инокасира-коэн     | Инокасира-коэн     |